# Peut-être toi
Peut-être toi è il quinto singolo del album Avant que l'ombre... della cantautrice francese Mylène Farmer, pubblicato il 21 agosto 2006.
La traccia presenta un sound pop up-tempo ed è caratterizzata da alcuni slang in inglese gridati da un coro di bambini (proprio come in Fuck them all.
Il videoclip è un anime diretto da Naoko Kusumi che illustra la storia di due prigionieri che tentano da fuggire dal bunger in cui sono rinchiusi.
Il singolo ha venduto 60 000 copie arrivando comunque alla terza posizione della chart single francese.
È stato presentato in versione live durante le tredici date a Bercy nel 2006 come traccia di apertura, ed è stato eseguito nuovamente dal vivo durante il Nevermore Tour del 2023 e del 2024.

## Versioni ufficiali
1. Peut-être toi (Single Version) (3:40)
2. Peut-être toi (Album Version) (4:55)
3. Peut-être toi (Instrumental) (4:55)
4. Peut-être toi (Miss Farmer's Remix) (4:10)
5. Peut-être toi (Cox's Remix - Club Mix) (6:58)
6. Peut-être toi (Full Vocal Cox's Remix) (8:46)
7. Peut-être toi (Version Live 06) (3:27)